# 독일생물자원센터
독일생물자원센터(Deutsche Sammlung von Mikroorganismen und Zellkulturen GmbH, DSMZ)는 전세계의 미생물, 세균 샘플을 액체질소에 냉동보관하는 독일 정부 기관이다. 1969년에 설립되었다.
현재 30,000개의 샘플을 보관하고 있다. WHO Risk Group 1등급과 2등급 미생물만을 보관한다.

## WHO Risk Group
WHO, 미국 CDC, 유럽 연합은 다음의 위험 등급을 사용한다.
- WHO Risk Group 1: 개인에게 무해하거나 낮은 위험의 미생물. 인간이나 동물에 질병을 일으키지 않는다.
- WHO Risk Group 2: 중간 정도의 개인 위험, 낮은 정도의 공동체 위험, 이 분류의 미생물은 인간이나 동물에게 질병을 일으킬 수 있다. 그러나 실험실 연구원들, 공동체에 심각한 위험을 초래하지 않는다. 미생물이 유출된 실험실은 심각한 오염이 된다. 그러나 유효한 사전예방대책과 사후치료대책이 존재한다. 독감
- WHO Risk Group 3: 높은 개인 위험, 낮은 공동체 위험. 이 분류의 미생물은 사람이나 동물에게 치명적인 질병을 일으킨다. 그러나 사람간에 전염이 되지 않는다. 유효한 백신과 치료약이 존재한다. 탄저균
- WHO Risk Group 4: 높은 개인 위험, 높은 공동체 위험. 이 분류의 미생물은 사람간에 직접, 간접으로 전염된다. 유효한 백신과 치료약이 존재하지 않는다. 보관, 연구 등을 하려면 BL4 실험실이 필요하다. 에볼라균

## 같이 보기
- 한국생물자원센터